# Mayk Azzato

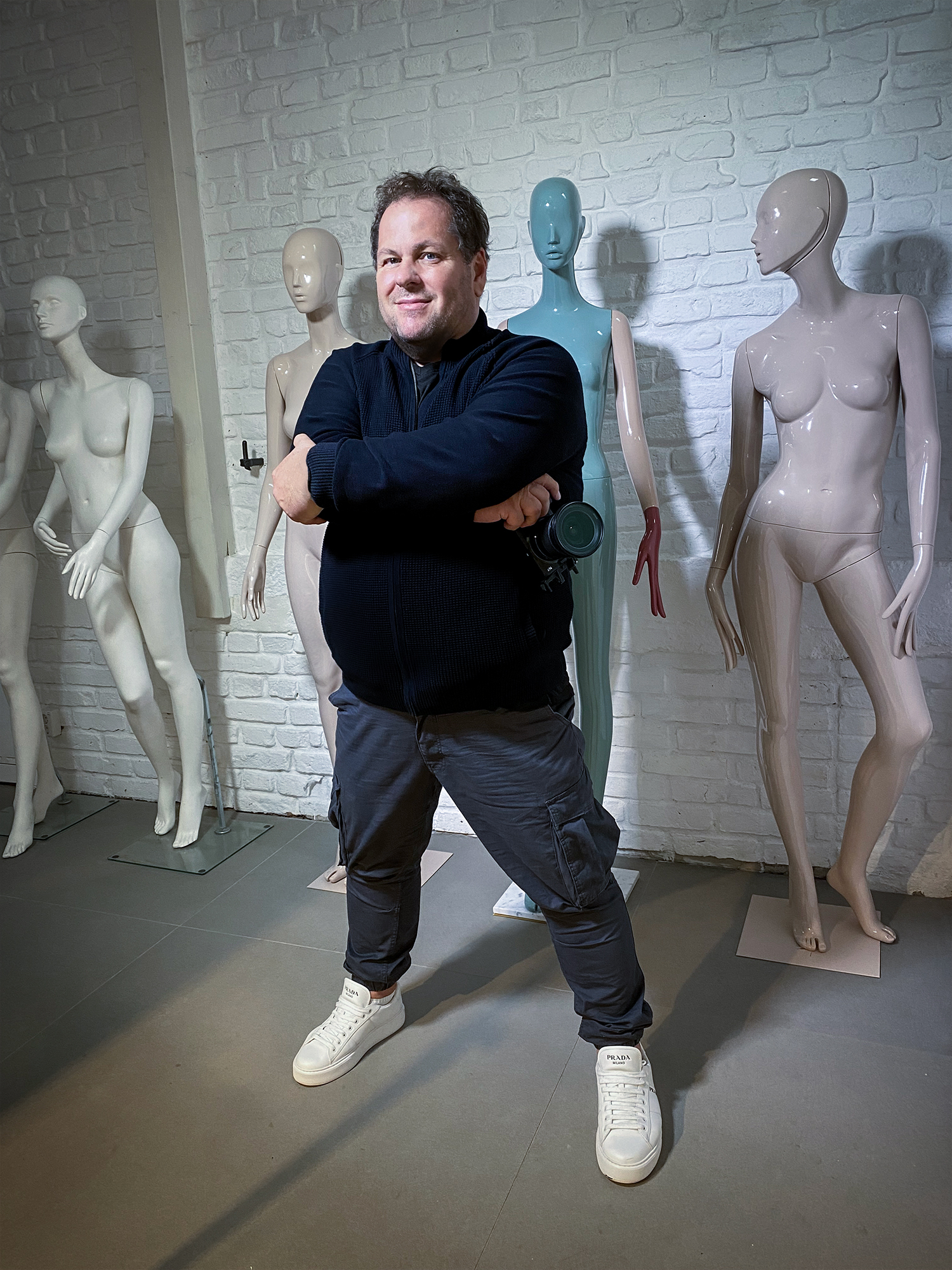
Mayk Azzato (2021)

Mayk Azzato (* 19. September 1968) ist ein italienischer Fotokünstler und Regisseur aus Frankfurt am Main.

## Leben
Mayk Azzato wurde 1968 geboren und wuchs als Sohn des italienischen Fotojournalisten Agostino Azzato auf. Im Alter von 14 Jahren begann er mit der Fotografie. Seit Anfang der 2000er Jahre inszeniert er zudem multimediale Kunstausstellungen.
Er fotografierte zahlreiche Prominente wie u. a. Kevin Costner, Bill Clinton, Snoop Dogg, Ray Stevenson, Brigitte Nielsen, Ornella Muti, Helen Schneider, Marcus Schenkenberg, Heino Ferch, Jürgen Vogel oder Ralf Moeller.
Seit 2010 führt er auch Regie, wie im Werbefilm The Arrival mit Kevin Costner für Magnetschmuck. 2013 erschien sein erster Kurzfilm Jaguar Land Rover - The Key. Es folgten The Shift (2016), The Lounge der Frankfurt Airport VIP-Services (2017), My Followers (2019) und My Name is Josy (2019). 2022 produzierte er das Musikvideo Space Table Symphony - The Movie. Anlässlich der Frankfurt Fashion Week 2022 produzierte er den Kurzfilm The Invitation - The Movie.
Mayk Azzato ist mit Francesca Azzato verheiratet.

## Ausstellungen
- 2013: Jaguar Land Rover, Fotoausstellung The Key by Mayk Azzato im Nextower[13]
- 2012: Audi presents Painted Pictures by Mayk Azzato, Frankfurt am Main[14]
- 2007: Fotoausstellung Nikon presents Nobody is perfect by Mayk Azzato im NRW-Forum Düsseldorf[3]
- 2005: Fotoausstellung Meets New York in der BMW Mini Niederlassung München[15]

## Auszeichnungen
- 2013: Cannes Corporate Media & TV Award: Silver Winners – Silberner Delphin für The Key by Mayk Azzato (in Zusammenarbeit mit Jaguar Land Rover Deutschland) in der Kategorie „Streaming/Web-Only Films/Web-TV/Webcasts“[16]